# TOHOSHINKI LIVE TOUR 2015 ~WITH~
《TOHOSHINKI LIVE TOUR 2015 ~WITH~》는 그룹 동방신기의 두 번째 일본 5대 돔 투어이자 8번째 일본 전국 콘서트 투어이다.

## 개요
동방신기는 2014년 8월 30일에 도쿄 스타디움에서 열린, 2014 에이네이션의 마지막 무대를 통해 일본 데뷔 10주년을 기념하는 두 번째 일본 5대 돔 투어 개최를 선언했다.
현지 팬들의 호응이, 첫 번째 5대 돔 투어인 〈TOHOSHINKI LIVE TOUR 2013 ~TIME~〉 당시보다 훨씬 더 좋아 후쿠오카 돔 1회, 쿄세라 돔 오사카 1회, 도쿄 돔 2회로 4회 분량의 공연 일정이 추가되었다. 이로써 동방신기는 해외 아티스트 중 최초로 4년 연속으로, 한국 아티스트 중 최초로 2년 연속으로 4회에 걸쳐 도쿄 돔 무대에 오르는 위업을 달성함은 물론 총 75만명의 관객, 그리고 2012년부터 총 4번의 일본 투어를 통해 275만명의 누적 관객을 동원하였다.
한편, 동방신기는 마지막 공연일인 2015년 4월 2일, 군 입대에 따른 활동 중단을 공식화하였으며 이에 따라 2012년부터 매년 개최되어 온 라이브 투어 역시 2년 7개월 간의 휴지기를 가진 바 있다.

## 투어 일정
| 일정            | 도시     | 장소                      | 관객 동원      |
| --------------- | -------- | ------------------------- | -------------- |
| 2015년 2월 6일  | 복강     | 미즈호 PayPay 돔 후쿠오카 | 통산 132,000명 |
| 2015년 2월 7일  | 복강     | 미즈호 PayPay 돔 후쿠오카 | 통산 132,000명 |
| 2015년 2월 8일  | 복강     | 미즈호 PayPay 돔 후쿠오카 | 통산 132,000명 |
| 2015년 2월 14일 | 찰황     | 삿포로 돔                 | 41,000명       |
| 2015년 2월 20일 | 나고야시 | 반테린 돔 나고야          | 통산 132,000명 |
| 2015년 2월 21일 | 나고야시 | 반테린 돔 나고야          | 통산 132,000명 |
| 2015년 2월 22일 | 나고야시 | 반테린 돔 나고야          | 통산 132,000명 |
| 2015년 2월 25일 | 동경     | 도쿄 돔                   | 통산 110,000명 |
| 2015년 2월 26일 | 동경     | 도쿄 돔                   | 통산 110,000명 |
| 2015년 3월 14일 | 대판     | 쿄세라 돔 오사카          | 통산 225,000명 |
| 2015년 3월 15일 | 대판     | 쿄세라 돔 오사카          | 통산 225,000명 |
| 2015년 3월 17일 | 대판     | 쿄세라 돔 오사카          | 통산 225,000명 |
| 2015년 3월 18일 | 대판     | 쿄세라 돔 오사카          | 통산 225,000명 |
| 2015년 3월 19일 | 대판     | 쿄세라 돔 오사카          | 통산 225,000명 |
| 2015년 4월 1일  | 동경     | 도쿄 돔                   | 통산 110,000명 |
| 2015년 4월 2일  | 동경     | 도쿄 돔                   | 통산 110,000명 |

## 세트 리스트
- Opening VCR -
- Refuse To Lose
- Spinning
- Why? (Keep Your Head Down)
- Choosey Lover

- Ment -
- Baby, Don't Cry
- Believe In U

- VCR #2 -
- No?
- Answer
- DIRT
- Survivor
- Time Works Wonders

- VCR #3 -
- Special One
- Before U Go

- Ment -
- Calling
- Duet + どうして君を好きになってしまったんだろう?
- Chandelier

- VCR #4 -
- Humanoids
- Break Up The Shell
- High Time
- I Just Can't Quit Myself
- Love In The Ice

- Band & Dancer Introduction-
- MAXIMUM
- Rising Sun

- Encore -
- B.U.T (BE-AU-TY)

- Ment -
- サクラミチ (벚꽃길)
- With Love

- Double Encore -
- ウィーアー！ (We Are!)
- Somebody To Love

- Triple Encore (4월 2일 한정) -
- 時ヲ止メテ (시간을 멈춰서)

- Ending -

## 특이사항 및 에피소드
- 공연 첫 날인 2015년 2월 6일에는 유노윤호의 30번째, 나고야 돔에서의 첫 공연일인 2월 20일에는 최강창민의 28번째 깜짝 생일 파티를 앙코르 멘트 중에 열기도 했다.
- 2015년 2월 21일에 열린 나고야 돔에서의 2일 차에는 슈퍼주니어의 규현, 3월 15일에 열린 쿄세라 돔 오사카에서의 2일 차에는 블랙비트 출신의 SM 엔터테인먼트 안무가 심재원, 3일 차인 3월 17일에는 샤이니의 민호와 태민, 5일 차인 3월 19일에는 평소 동방신기의 팬으로 알려져 있는 EXO의 시우민,[8] 4월 2일에 열린 마지막 공연에서는 SM 엔터테인먼트의 이수만 前 총괄 프로듀서가 직접 관람하여 눈길을 끌었다.
- 2015년 4월 2일, 최강창민이 중간 멘트 중 14번째 싱글 〈Forever Love〉의 본인의 파트를 짤막하게 불려주며 언젠가 기회가 된다면 콘서트에서 불러보겠다 귀띔한 바 있으며, 이후 20주년 기념 앨범 〈ZONE〉을 통해 재편곡 및 재녹음한 ZONE Version을 수록하였다.
- 2015년 4월 2일에 열린 마지막 공연 실황은 DVD 촬영과 동시에 일본 전국 각지 극장에서 생중계되었다.

## 제작
- 동방신기 (유노윤호, 최강창민)
- 기획·제작 : 에이벡스 엔터테인먼트, SM 엔터테인먼트 재팬
- 협찬 : Joysound, 세븐&아이 넷미디어, 세븐일레븐
- 총감독 : SAM